# Col·legi Oficial de Bibliotecaris i Documentalistes de la Comunitat Valenciana
El Col·legi Oficial de Bibliotecaris i Documentalistes de la Comunitat Valenciana (COBDCV) és una corporació de dret públic que representa als professionals de la informació del País Valencià. Promou el reconeixement i el desenvolupament professional, el correcte exercici de la professió i la formació de tots els professionals. Va néixer impulsada per l'Associació Valenciana d'Especialistes en Informació i l'Associació de Bibliotecaris Valencians. Entre 2019 i 2021 la seva presidenta fou Amparo Pons Cortell succeïda per Yolanda Puchades Asensi.
És editor de dues revistes: la revista Métodos de Información i la revista SIMILE. L'any 2010 el COBDCV va accedir a la capçalera de la revista Métodos de Información degut a la dissolució de l'Associació Valenciana d'Especialistes en Informació, que la va publicar entre 1994 i 2002 i en 2010 en va cedir la capçalera al COBDCV, que en l'actualitat la ha transformat a format edició digital. La revista SIMILE és creada amb el propòsit de donar-hi veu als col·legiats perquè puguin contar experiències, cròniques, comentaris o entrevistes. El primer exemplar fou publicat en febrer del 2010.
Les Corts Valencianes aprovarien el 9 de juny de 2006 la Llei de Creació del Col·legi Oficial de Bibliotecaris i Documentalistes de la Comunitat Valenciana (Llei 6/2006, de 9 de juny). Finalment, vuit mesos després, el 10 de febrer de 2007 va tenir lloc l'Assemblea Col·legial Constituent, on es varen aprovar els estatuts provisionals i triaren la primera Junta de Govern.